# Rogotin
Rogotin est un village de Croatie dépendant de la municipalité de Ploče dans le comitat de Dubrovnik-Neretva. En 2011 sa population était de 665 habitants.